# بيرسانت سيلينا
بيرسانت سيلينا (9 سبتمبر 1996 كوسوفو - ) هو لاعب كرة قدم كوسوفي، يلعب كلاعب وسط.

## وصلات خارجية
بيرسانت سيلينا على موقع الاتحاد الدولي (مؤرشف)  (الإنجليزية)
- بيرسانت سيلينا على موقع الاتحاد الأوربي (الإنجليزية)
- بيرسانت سيلينا على موقع اتحاد النرويج (النرويجية)
- بيرسانت سيلينا على موقع اتحاد تركيا (لاعب) (الإنجليزية)
- بيرسانت سيلينا على موقع إي إس بي إن إف سي (الإنجليزية)
- بيرسانت سيلينا على موقع قاعدة بيانات كرة القدم.إي يو (الإنجليزية)
- بيرسانت سيلينا على موقع ليكيب (الفرنسية)
- بيرسانت سيلينا على موقع ناشيونال فوتبول تيمز (الإنجليزية)
- بيرسانت سيلينا على موقع Soccerbase.com (لاعب) (الإنجليزية)
- بيرسانت سيلينا على موقع Soccerway.com (الإنجليزية)